# Víctor Maria d'Imbert Manero
Víctor Maria d'Imbert Manero (Barcelona, 24 de novembre de 1903 - Barcelona, 23 de febrer de 1978), més conegut com a Víctor Imbert, fou un promotor cultural català.

## Biografia
Fill de l'empresari afeccionat a la bibliofíla Erasme d’Imbert i de Nadal (1871-1959), i de Teresa Manero de Salazar (Madrid, 1876 - Barcelona, 1932), provinent d'una família de militars que tenien terres a Altafulla i Torredembarra. Víctor Imbert fou el cinquè de vuit germans. En finalitzar els estudis va començar a treballar a l'empresa familiar, un comerç d'elements metàl·lics que es trobava al número 38 de la Via Laietana, a Barcelona.
El 1929 es va casar amb Anita Solà Galí, una pintora que era neboda de Francesc d’Assís Galí. A principis dels anys 40, el matrimoni format per Imbert-Solà va començar una col·lecció d'art, amb obres de Domingo, Hugué, Sacharoff, Mompou, Humbert i Opisso, entre d'altres. Vivien a la Casa Calvet del carrer de Casp, i casa seva es va convertir en un punt de reunió de diverses personalitats de l'època, com Carles Soldevila, Ricard i Alfred Opisso i Mercè Plantada, entre molts d'altres. Molt interessat en el món de l'art, Imbert va col·laborar en diverses iniciatives culturals, com l'organització de diversos Salons d'Octubre (1948-1957), la «Col·lecció de gravats contemporanis» de La Rosa Vera, amb Jaume Pla, o la creació, el 1944, de l'Associació de Trens en Miniatura, de la qual fou cofundador. El matrimoni també va donar suport a d'altres iniciatives com el Club 49, la fundació del Museo de Arte Contemporáneo de Barcelona del Coliseum i en l’organització d’homenatges a personalitats del sector cultural català.
La mort del seu pare i del seu amic Àngel Ferrant fan que progressivament es retiri de la vida cultural barcelonina i s'estableixi a Mas Majora, a Parlavà (Baix Empordà).
No hi ha un catàleg raonat de la seva col·lecció privada. En morir, la col·lecció es va anar desintegrant. Es conserva, però una part destacada de peces al Museo Patio Herreriano de Valladolid.